# テトロホスミンテクネチウム (99mTc)
テトロホスミンテクネチウム (99mTc)（Technetium (99mTc) tetrofosmin）は、放射線医学による心臓画像診断に用いられる薬剤の一つである。放射性同位元素であるテクネチウム99mは、ジホスフィン類に属する2つの1,2-ビス[ジ(2-エトキシエチル)ホスフィノ]エタン配位子にキレートされている。この配位子を2つ纏めてテトロホスミンと呼称する。
99mTc-テトロホスミンは、ストレス下および安静時の心筋シンチグラフィ撮影で、心臓における可逆的な虚血および梗塞組織の領域を特定するために使用される。また、冠動脈疾患の患者において、薬理学的ストレス（アデノシン、レガデノソン、ドブタミン、ジピリダモール）によって引き起こされる灌流の変化を検出する為にも使用される。3つ目の適応は、心臓病を疑われる患者の左心室機能（駆出率）評価である。99mTc-テトロホスミンの使用に関する禁忌は知られていないが、冠動脈疾患が既知または疑われる患者の心機能を常にモニターする様に注意する必要がある。
99mTc-テトロホスミンは、心筋組織に速やかに取り込まれ、約5分で最大濃度に到達する（投与量の1.2〜1.8％）。その後の消失は緩徐であり、投与後3時間でも1.0〜1.3％が保持される。検査後は、注射した総投与量の約66％が注射後48時間以内に排泄される（尿40％、糞26％）。排泄の多くは腎臓で行われるため、放射線量を減らすために、撮影終了後すぐに、また検査後もできるだけ頻繁に排尿するように患者に勧めるべきである。99mTc-テトロホスミンの推奨投与量は5～33mCi（185～1221MBq）である。安静時・負荷時と2回投与する場合、通常は最初に10mCiを投与し、1～4時間後に30mCiを投与するのが一般的である。 イメージングは通常、注射から15分後に開始される。

## 参考資料
1. 1 2 3  “マイオビュー「注射用」添付文書”. www.info.pmda.go.jp.   PMDA. 2021年5月4日閲覧。
2. ↑  “Technetium-99m-tetrofosmin as a new radiopharmaceutical for myocardial perfusion imaging”. Journal of Nuclear Medicine 34 (2):  222–7. (February 1993). PMID 8429340.
3. ↑  “Risk stratification of patients with angina pectoris by stress 99mTc-tetrofosmin myocardial perfusion imaging”. Journal of Nuclear Medicine 46 (12):  2003–8. (December 2005). PMID 16330563.
4. ↑  “Myoview package insert”.  Arlington Heights, IL:  GE Healthcare (2006年8月). 2021年5月4日閲覧。